# Rally de Ypres de 2007
El Rally de Ypres de 2007, oficialmente 43. Belgium Ypres Westhoek Rally 2007, fue la edición 43.ª, la quinta ronda de la temporada 2007 del Campeonato de Europa de Rally y la tercera ronda de la temporada 2007 del Intercontinental Rally Challenge. Se celebró del 22 al 24 de junio y contó con un itinerario de dieciocho tramos sobre asfalto con un total de 288,82 km cronometrados.

## Clasificación final
| Pos. | Piloto               | Copiloto          | Coche                          | Tiempo    | Diferencia | Puntos |
| ---- | -------------------- | ----------------- | ------------------------------ | --------- | ---------- | ------ |
| 1.   | Luca Rossetti        | Matteo Chiarcossi | Peugeot 207 S2000              | 2:38:43.9 | 0.0        |        |
| 2.   | Enrique García Ojeda | Jordi Barrabés    | Peugeot 207 S2000              | 2:39:02.5 | +18.6      |        |
| 3.   | Andrea Navarra       | Guido D'Amore     | Fiat Abarth Grande Punto S2000 | 2:40:47.8 | +2:03.9    |        |
| 4.   | Bernd Casier         | Frederic Miclotte | Peugeot 207 S2000              | 2:41:09.5 | +2:25.6    |        |
| 5.   | Umberto Scandola     | Luigi Pirollo     | Fiat Abarth Grande Punto S2000 | 2:42:28.7 | +3:44.8    |        |
| 6.   | Urmo Aava            | Kuldar Sikk       | Suzuki Swift S1600             | 2:43:32.5 | +4:48.6    |        |
| 7.   | Patrick Snijers      | Cindy Cokelaere   | Mitsubishi Lancer Evo VII      | 2:44:38.4 | +5:54.5    |        |
| 8.   | Dimitar Iliev        | Yanaki Yanakiev   | Mitsubishi Lancer Evo IX       | 2:47:30.4 | +8:46.5    |        |
| 9.   | Jan de Winkel        | Radboud van Hoek  | Renault Clio S1600             | 2:48:10.0 | +9:26.1    |        |
| 10.  | Simon Jean-Joseph    | Jacques Boyere    | Citroën C2 S1600               | 2:48:30.1 | +9:46.2    |        |

| Predecesor: Polonia 2007    | ERC 2007 | Sucesor: Bulgaria 2007 |
| Predecesor: Fiat Rally 2007 | IRC 2007 | Sucesor: Rusia 2007    |